# Nazionale maschile di calcio a 5 del Guatemala
La nazionale di calcio a 5 del Guatemala è, in senso generale, una qualsiasi delle selezioni nazionali di Calcio a 5 della Federación Nacional de Fútbol de Guatemala che rappresentano la Guatemala nelle varie competizioni ufficiali o amichevoli riservate a squadre nazionali.
La nazionale guatemalteca non ha una grande tradizione a livello di calcio a 5, pur essendo stata organizzatrice del quarto FIFA Futsal World Championship mandato in atto nel 2000 ed a cui la nazionale biancazzurra ha preso parte giungendo terza nel girone A, eliminata. Oltre alla partecipazione al mondiale 2000, il Guatemala si è distinto per la partecipazione al CONCACAF Futsal Championship 1996 ospitato tra le mura amiche e dove è giunta quarta, sconfitta nella finalina dal Messico per 3-1. La formazione guatemalteca non ha più preso parte a campionati continentali.
Il Guatemala è tornato a disputare in maniera estremamente positiva i campionati CONCACAF nel 2008 quando al Domo Polideportivo ha ospitato la quarta edizione: la manifestazione ha visto l'epilogo sperato dai guatemaltechi che si sono imposti nella finale su Cuba per 5-3 ai calci di rigore, dopo che i tempi supplementari si erano conclusi con un tiratissimo 3-3 ed il Guatemala era stato più volte tenuto a galla dal proprio portiere Carlos Mérida giudicato dai commentatori dell'emittente Tele1 (che ha seguito interamente l'evento) come il miglior estremo del campionato.

## Risultati nelle competizioni internazionali

### FIFA Futsal World Championship
- 1989 - Non presente
- 1992 - Non presente
- 1996 - Non qualificata
- 2000 - Primo turno
- 2004 - Non presente
- 2008 - Primo turno
- 2012 - Primo turno
- 2016 - Primo turno
- 2021 - Primo turno
- 2024 - Primo turno

### CONCACAF Futsal Championship
- 1996 - Quarto posto
- 2000 - Non presente
- 2004 - Non presente
- 2008 - Campione
- 2012 - Secondo posto
- 2016 - Terzo posto
- 2021 - Terzo posto
- 2024 - Terzo posto